# 이불 (영화)
《이불》은 2014년에 개봉한 대한민국의 영화이다.

## 캐스팅
- 정이슬 : 이유라 사원 역
- 성인석 : 강만호 대리 역
- 박정아 : 이진경 과장 역
- 박석현 : 김동규 대리 역
- 김혜린 : 정희선 사원 역
- 심윤아 : 장혜라 사원 역
- 박시현 : 옆 부서 이 대리 역
- 김강민 : 무자비 상무 역
- 하성민 : 변태섭 부장 역
- 현원 : 자원봉사 동호회 회장 역
- 황의범 (특별출연)
- 김흥년 (특별출연)